# RTL Luxemburgo
RTL Luxemburgo (CLT-UFA - em luxemburguês: RTL Lëtzebuerg) é a organização pública que agrupa as atividades audiovisuais e digitais da marca RTL no Luxemburgo. Estes incluem os canais de televisão RTL Lëtzebuerg (o único canal geralista em língua luxemburguesa), RTL Zwee (o segundo canal de televisão), a estação de rádio RTL Radio Lëtzebuerg, os sites RTL.lu, RTL 5minutes.lu (o site de informações em Francês), RTL Today (o site de informações em inglês) e RTL Play, a plataforma de streaming com todas as transmissões de rádio e televisão, livestreams, séries, podcasts e vídeos exclusivos.
A RTL Luxemburgo (CLT-UFA) faz parte do Grupo RTL, a maior empresa europeia com estações de rádio privadas, programas de televisão e conteúdo digital. 

## Canais de televisão
Atualmente, a RTL Luxemburgo é constituída pelos seguintes canais:
| Logótipo | Canal          | Descrição | Fundação                        |
| -------- | -------------- | --- | ------------------------------- |
|          | RTL Lëtzebuerg | Principal canal, com programação com predominância nas notícias, cultura e entretenimento. Emite maioritariamente em luxemburguês. | 21 de outubro de 1991 (33 anos) |
|          | RTL Zwee       | Canal secundário, destina-se a um público mais jovem, com emissões ao vivo de eventos desportivos internacionais para os quais a RTL adquiriu os direitos no Luxemburgo (Liga dos Campeões e Campeonato Europeu de Futebol em particular). O intervalo de tempo das 19h00 às 20h00 permanece reservado para notícias. Desde 23 de março de 2020, devido à epidemia de Covid-19 em Luxemburgo, a RTL Lëtzebuerg decidiu mudar o nome e o logótipo do canal e incluir na sua programação, até novo aviso, a maioria dos programas e séries de entretenimento produzidos pela RTL, bem como filmes luxemburgueses e internacionais. | 15 de março de 2004 (21 anos)   |

## Canais de rádio
Atualmente, a RTL Luxemburgo é constituída pelas seguintes estações de rádio:
| Logótipo | Estação              | Descrição | Fundação                        |
| -------- | -------------------- | --- | ------------------------------- |
|          | RTL Radio Lëtzebuerg | Rádio generalista, com programação baseada em conteúdos generalistas, com forte incisão na informação, meteorologia, cultura e entretenimento. | 19 de outubro de 1959 (65 anos) |